# Arnold Koller

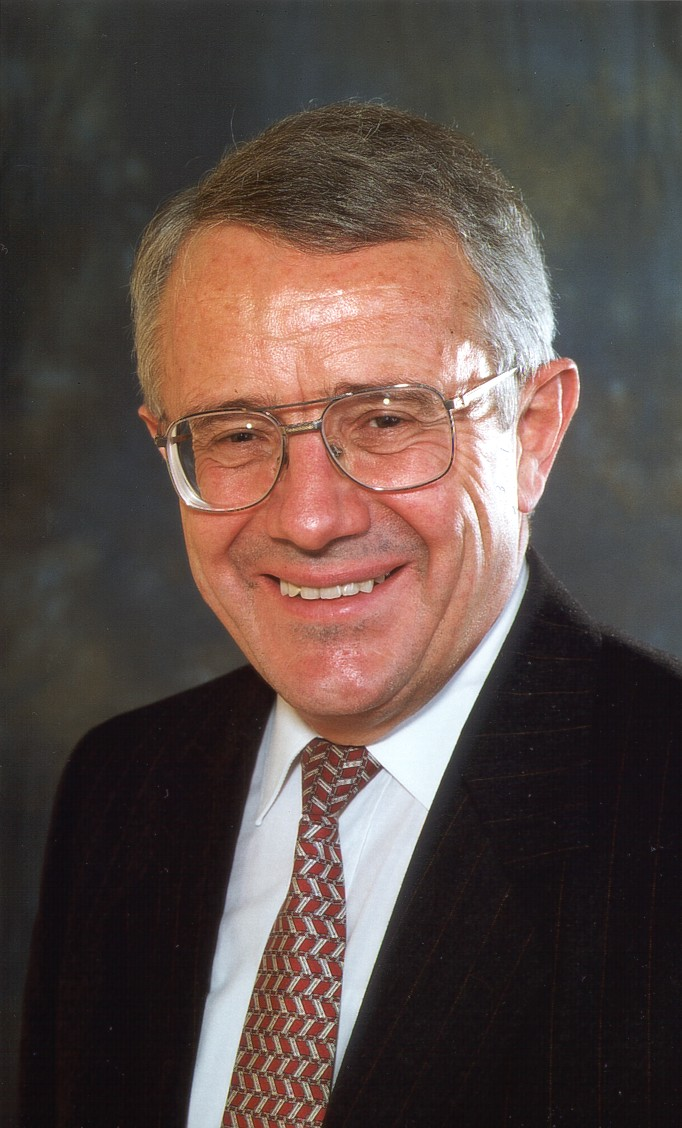
Arnold Koller

Arnold Koller (* 29. August 1933 in St. Gallen; heimatberechtigt in Gossau SG und Oberbüren) ist ein Schweizer Rechtswissenschaftler und Politiker (CVP). Er gehörte von 1987 bis 1999 dem Bundesrat an.

## Leben
Arnold Koller wuchs in Appenzell auf. Er ist das älteste von fünf Kindern des Primarlehrers und Organisten Alois Arnold Koller und der Hausfrau Genoveva geborene Brülisauer. Sein Bruder Paul Koller wurde Diplomat. 
Arnold Koller studierte an der Hochschule St. Gallen Wirtschaftswissenschaften und schloss 1957 mit dem Lizenziat ab. An der Universität Freiburg studierte er Rechtswissenschaften, schloss 1959 mit dem Lizenziat ab und erlangte 1960 das Anwaltspatent in Appenzell Innerrhoden. 1966 wurde er zum Dr. iur. promoviert. 1971 und 1972 ergänzte er seine Ausbildung mit Studien an der University of California, Berkeley. 1972 wurde er ausserordentlicher und 1980 ordentlicher Professor für europäisches und internationales Wirtschafts- und Sozialrecht an der Hochschule St. Gallen.
1987 wurde er Ehrenbürger von Gossau SG. Er ist verheiratet mit Erika Koller (geb. Brander) und hat zwei Kinder. In der Schweizer Armee war er Oberstleutnant im Generalstab. 

## Politik

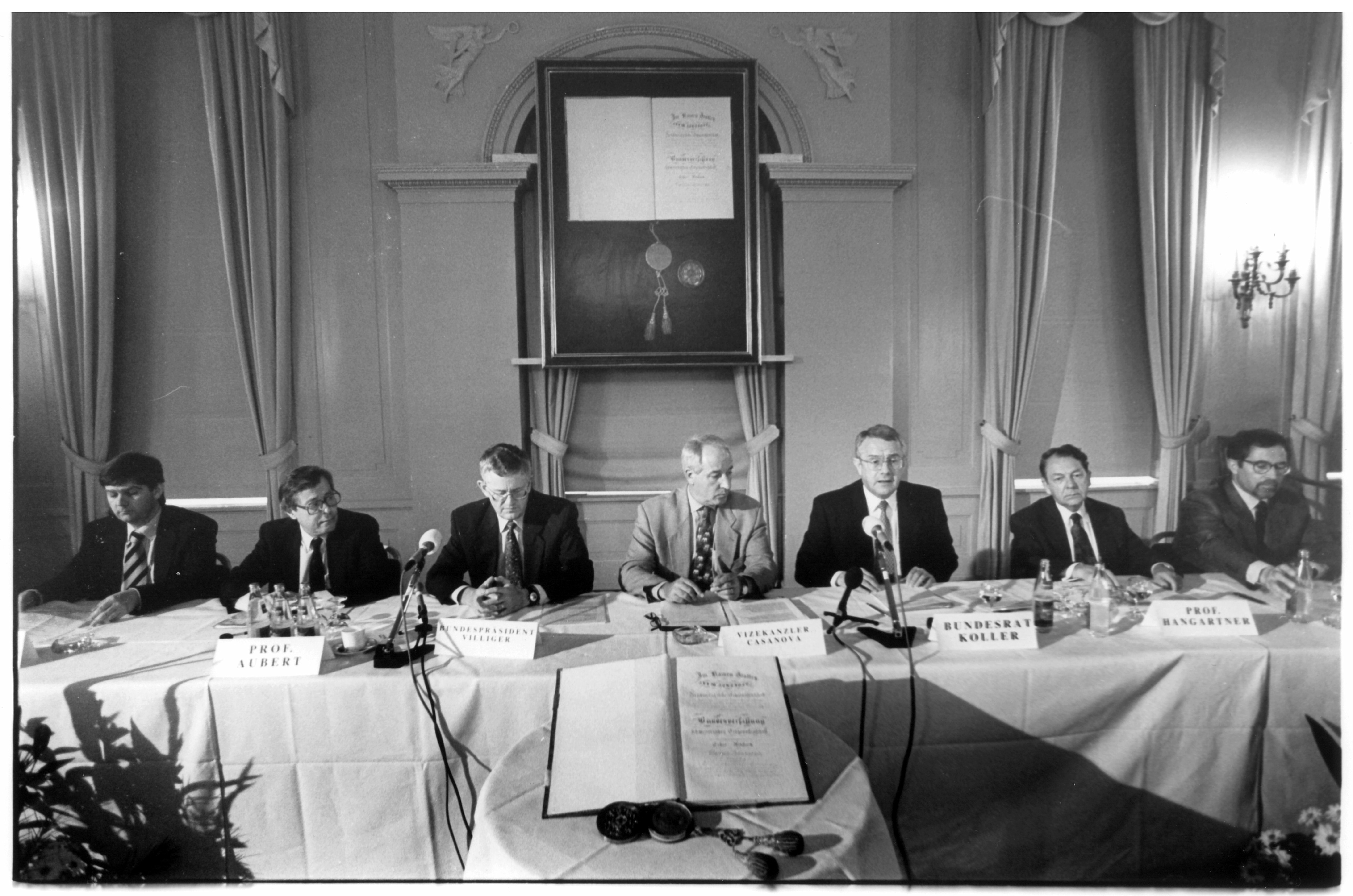
Bundesrat Koller (3. von rechts) bei einer Medienkonferenz zur Totalrevision der Bundesverfassung (1995)

Von 1971 bis 1986 gehörte Koller dem Nationalrat an. 1980 präsidierte er die CVP-Fraktion, im Amtsjahr 1984/85 war er Nationalratspräsident. Parallel dazu präsidierte er von 1973 bis 1986 das Innerrhoder Kantonsgericht.
Er wurde am 10. Dezember 1986 in den Bundesrat gewählt. Von 1987 bis 1989 stand er dem Eidgenössischen Militärdepartement (EMD) vor und von 1989 bis 1999 dem Eidgenössischen Justiz- und Polizeidepartement (EJPD). Er war Bundespräsident in den Jahren 1990 und 1997. Am 21. November 1990 unterschrieb er für die Schweiz die Charta von Paris. Am 31. März 1999 übergab er sein Amt seiner Nachfolgerin Ruth Metzler-Arnold, nachdem er am 13. Januar seinen Rücktritt angekündigt hatte.

## Werke (Auswahl)
- Grundfragen einer Typuslehre im Gesellschaftsrecht. Freiburg/Schweiz: Universitätsverlag 1967. (Arbeiten aus dem Iuristischen Seminar der Universität Freiburg, Schweiz; 32). (Diss. jur. Freiburg/Schweiz).
- Die unmittelbare Anwendbarkeit völkerrechtlicher Verträge und des EWG-Vertrages im innerstaatlichen Bereich. Bern: Stämpfli 1971. (Schweizerische Beiträge zum Europarecht; 8).
- Von der friedenssichernden Funktion des Rechts. Rede anlässlich der Feier zu Ehren des neugewählten Bundesgerichtspräsidenten, Professor Dr. Otto K. Kaufmann, vom 18. Januar 1983. St. Gallen: Hochschule 1984. (Aulavorträge; 22).
- Rede zum 1. August 1997 (Memento vom 23. Februar 2007 im Internet Archive)
- Für eine starke und solidarische Schweiz. Ausgewählte Reden und Standpunkte. Festgabe zum 65. Geburtstag von Bundesrat Arnold Koller. Bern: Stämpfli 1999, ISBN 3727292490.
- Verfassungsfragen im Falle eines EU-Beitritts. St. Gallen : Universität St. Gallen 1999. (Aulavorträge; 63).
- als Hrsg., mit Raoul Blindenbacher: Federalism in a Changing World – Learning from Each Other. Background Papers, Proceedings and Plenary Speeches of the International Conference on Federalism 2002. Montreal: McGill-Queens University Press 2003, ISBN 0773526021 (hardback); 077352603X (paperback).
- Aus der Werkstatt eines Bundesrates. Bern: Stämpfli 2014, ISBN 978-3-7272-1419-6. (Über das Buch).